# جورج إلكوت
جورج إلكوت ، من مواليد 1864 في إنجلترا ، مدرب كرة قدم إنجليزي سابق.
و قد درب نادي آرسنال في موسم 1898/1899.